# Bad Bertrich
Bad Bertrich – miejscowość i gmina uzdrowiskowa w Niemczech, w kraju związkowym Nadrenia-Palatynat, w powiecie Cochem-Zell, wchodzi w skład gminy związkowej Ulmen.